# Rezerwat przyrody Długosz Królewski w Węglewicach
Rezerwat przyrody Długosz Królewski w Węglewicach – florystyczny rezerwat przyrody w Węglewicach w gminie Galewice w powiecie wieruszowskim w województwie łódzkim.
Zajmuje powierzchnię 3,26 ha. Został powołany Zarządzeniem Ministra Leśnictwa i Przemysłu Drzewnego z 23 października 1965 roku (M.P. z 1965 r. nr 64, poz. 358). Według aktu powołującego, rezerwat utworzono w celu zachowania ze względów naukowych i dydaktycznych miejsc naturalnego występowania długosza królewskiego (Osmunda regalis). Jest to jedyny w regionie i jeden z nielicznych w Polsce rezerwatów chroniących ten gatunek paproci. Niektóre okazy osiągają wysokość do 2 metrów.
W rezerwacie występują cztery zbiorowiska roślinne: suboceaniczny bór świeży, sosnowy bór bagienny, śródlądowy bór wilgotny i ols torfowcowy.
Według obowiązującego planu ochrony ustanowionego w 2013 roku (zmienionego w 2015), obszar rezerwatu objęty jest ochroną czynną.